# Paracoenia fumosa
Paracoenia fumosa – gatunek muchówki z rodziny wodarkowatych i podrodziny Ephydrinae.
Gatunek ten opisany został w 1844 roku przez Christiana Stenhammara jako Ephydra fumosa.
Muchówka o ciele długości od 3,5 do 4 mm. Ubarwienie ma czarne z brązowym owłosieniem i szarymi przepaskami na tylnych brzegach tergitów odwłoka. Głowa ma dwie pary szczecinek orbitalnych po bokach czoła. Odnóża mają stopy z zakrzywionymi pazurkami i przylgami.
Owad znany z Wielkiej Brytanii, Francji, Belgii, Holandii, Niemiec, Danii, Szwecji, Norwegii, Finlandii, Szwajcarii, Austrii, Włoch, Polski, Czech, Słowacji, Węgier, Rumunii, Bułgarii, Afryki Północnej, Bliskiego Wschodu i wschodniej Palearktyki aż po Kraj Nadmorski.